# Гимнокалициум Рагонезе
Гимнокалициум Рагонезе (лат. Gymnocalycium ragonesei) — кактус из рода Гимнокалициум.

## Описание
Самый маленький кактус рода. Стебель миниатюрный, плоско-шаровидный, диаметром до 5 см и до 2,5 см высотой. Имеет красно-коричневый эпидермис. Рёбер около 10, они плоские, отделены друг от друга неглубокими бороздками.
Радиальных колючек 6. Они мелкие, тонкие, беловатые, прижаты к стеблю.
Цветки белые, с характерной тонкой трубкой, до 5 см длиной.

## Распространение
Родина — область на границе аргентинских провинций Кордова и Катамарка, где он растёт на высоте примерно 400 метров.